# Marko Pantelić
Marko Pantelić (srpski: Марко Пантелић; Beograd, 15. rujna 1978.) je umirovljeni srbijanski nogometaš i reprezentativac.
Svoju karijeru započeo je u omladinskom pogonu Crvene zvezde, no ubrzo se preselio u Iraklis Thessaloniki jer je njegov otac dobio posao u mjestu Thessaloniki, tako da se obitelj preselila u Grčku. S 14 godna potpisuje profesionalni ugovor s Iraklisom da bi 1997. otišao u francuski Paris Saint-Germain, gdje je zabilježio samo 3 nastupa. Posudba u FC Lausanne donijela mu je 14 pogodaka u 21 utakmicu, no sljedeće tri godine, koje provodu u Celti Vigo, Sturm Grazu i Yverdon-Sportu, bile su iznimno neuspješne. 
Godine 2002. vraća se u rodni Beograd, te godinu dana igra za FK Obilić, da bi u sljedeću sezonu odigrao u Smederevu. Godine 2003., iste godine kada dobiva i poziv u reprezentaciju, vraća se u Crvenu zvezdu, koju napušta nakon dvije godine u odlazi u berlinsku Herthu. U četiri godine koje je proveo u Njemačkoj, Pantelić je zabilježio 114 nastupa i ukupno 45 pogodaka te je bio jedan od glavnih igrača Herthe tijekom te 4 sezone. Godine 2009. prelazi u AFC Ajax. 
Za reprezentaciju je nastupio 34 puta i postigao 4 pogotka. Izbornik Radomir Antić pozvao ga je da nastupa za reprezentaciju na Svjetskom prvenstvu 2010. u Južnoafričkoj Republici, gdje je postigao jedan pogodak, u porazu Srbije protiv Australije 2:1.